# Anuar Tuhami
Anuar Mohamed Tuhami, noto anche con lo pseudonimo di Anuar (in arabo أنور محمد تهامي‎?; Ceuta, 15 gennaio 1995), è un calciatore marocchino con cittadinanza spagnola, centrocampista del Ceuta.

## Carriera

### Club
Cresciuto nel settore giovanile del Real Valladolid, ha esordito in prima squadra il 15 ottobre 2014, nella partita di Coppa del Re vinta per 2-0 contro il Girona. Il debutto in Segunda División è invece avvenuto il 1º maggio 2016, in occasione del pareggio per 1-1 contro il Lugo.
Il 10 novembre 2017, dopo essere stato inserito stabilmente nella rosa della prima squadra, prolunga con il Pucela fino al 2020.
Dopo aver rinnovato fino al 2023 con il club spagnolo, il 13 gennaio 2020 passa in prestito al Panathīnaïkos.

### Nazionale
Nell'ottobre del 2018 si è dichiarato disponibile ad accettare una chiamata da parte del Marocco, nazionale delle sue origini. L'11 marzo 2019 accetta la (prima) convocazione da parte della selezione africana. Il debutto arriva sei mesi più tardi nel pareggio per 1-1 in amichevole contro il Burkina Faso.

## Statistiche

### Presenze e reti nei club
Statistiche aggiornate al 13 gennaio 2020.
| Stagione               | Squadra                | Campionato             | Campionato | Campionato | Coppe nazionali | Coppe nazionali | Coppe nazionali | Coppe continentali | Coppe continentali | Coppe continentali | Altre coppe | Altre coppe | Altre coppe | Totale | Totale |
| Stagione               | Squadra                | Comp                   | Pres       | Reti       | Comp            | Pres            | Reti            | Comp               | Pres               | Reti               | Comp        | Pres        | Reti        | Pres   | Reti   |
| ---------------------- | ---------------------- | ---------------------- | ---------- | ---------- | --------------- | --------------- | --------------- | ------------------ | ------------------ | ------------------ | ----------- | ----------- | ----------- | ------ | ------ |
| 2014-2015              | Real Valladolid        | SD                     | -          | -          | CR              | 1               | 0               | -                  | -                  | -                  | -           | -           | -           | 1      | 0      |
| 2015-2016              | Real Valladolid        | SD                     | 1          | 0          | CR              | -               | -               | -                  | -                  | -                  | -           | -           | -           | 1      | 0      |
| 2016-2017              | Real Valladolid        | SD                     | 2          | 0          | CR              | 2               | 0               | -                  | -                  | -                  | -           | -           | -           | 4      | 0      |
| 2017-2018              | Real Valladolid        | SD                     | 25+4       | 1          | CR              | 2               | 1               | -                  | -                  | -                  | -           | -           | -           | 23     | 0      |
| 2018-2019              | Real Valladolid        | PD                     | 19         | 1          | CR              | 4               | 0               | -                  | -                  | -                  | -           | -           | -           | 23     | 1      |
| 2019-gen. 2020         | Real Valladolid        | PD                     | 11         | 0          | CR              | 1               | 0               | -                  | -                  | -                  | -           | -           | -           | 12     | 0      |
| Totale Real Valladolid | Totale Real Valladolid | Totale Real Valladolid | 58+4       | 2          |                 | 10              | 1               |                    | -                  | -                  |             | -           | -           | 72     | 3      |
| gen.-giu. 2020         | Panathīnaïkos          | SL                     | 0          | 0          | CG              | 0               | 0               | -                  | -                  | -                  | -           | -           | -           | 0      | 0      |
| Totale carriera        | Totale carriera        | Totale carriera        | 58+4       | 2          |                 | 10              | 1               |                    | -                  | -                  |             | -           | -           | 72     | 3      |